# Phrynobatrachus scapularis
Espèce
Synonymes
- Arthroleptis scapularis de Witte, 1933

Statut de conservation UICN

 LC  : Préoccupation mineure
Phrynobatrachus scapularis est une espèce d'amphibiens de la famille des Phrynobatrachidae.

## Répartition
Cette espèce est endémique de la République démocratique du Congo. Son aire de répartition concerne le Nord et le Nord-Est du pays,.

## Publication originale
- de Witte, 1933 : Batraciens nouveau du Congo Belge. Revue de Zoologie et de Botanique Africaines, vol. 24, p. 97-103.